# Partido de masas

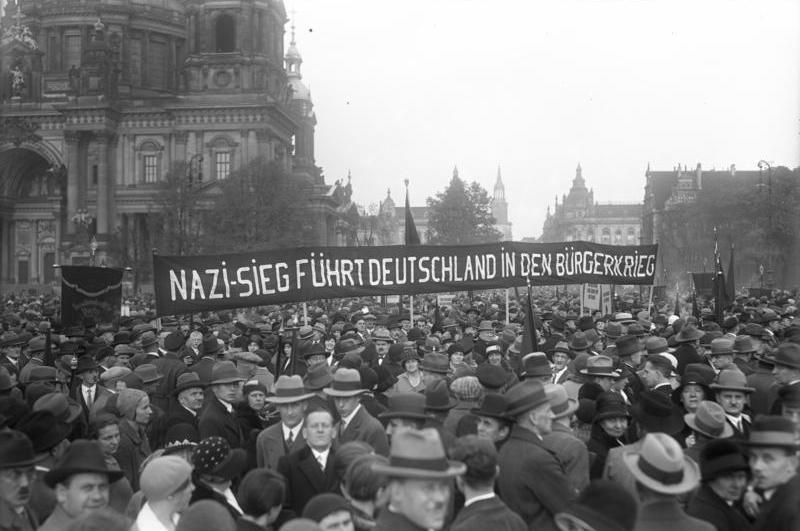
Manifestación del SPD en Berlín en octubre de 1930. La pancarta dice: «La victoria nazi lleva a Alemania a la guerra civil».

El partido de masas es un tipo de partido político abierto a la participación del número más amplio posible de personas que compartan su proyecto político. Los primeros partidos de masas fueron los partidos socialistas surgidos en la segunda mitad del siglo XIX en un contexto de ampliación del derecho de sufragio. El pionero fue el Partido Socialdemócrata de Alemania (SPD) fundado en 1875. Hasta entonces solo habían existido los partidos de notables, propios de los Estados Liberales basados en el sufragio censitario. Los partidos de masas serán, pues, los propios de las democracias liberales, a través de los cuales los ciudadanos participan en el sistema político. 
En los regímenes totalitarios y autoritarios el partido único adoptó las características de los partidos de masas pero con una función completamente diferente: ser un instrumento para adoctrinar, disciplinar y movilizar a la población. 

## Características
La organización de los partidos de masas está orientada hacia el reclutamiento de nuevos miembros, entre otras razones porque ello les permite financiarse mediante las cuotas de sus afiliados. Nacieron para representar a aquellos sectores que habían estado marginados del sistema político al carecer de derecho al voto, singularmente las clases trabajadoras (de ahí que los primeros partidos de masas fueran los partidos socialistas), y que con la instauración del sufragio universal ahora ya podían influir en el mismo. A diferencia de los partidos de notables contaban con un aparato jerarquizado y centralizado, y su actividad no se limitaba a los periodos electorales. El fuerte entramado organizativo funcionaba gracias a la existencia de afiliados dedicados exclusivamente al partido. Además al estar muy definidos ideológicamente, sus miembros debían seguir las directrices establecidas en sus congresos.
El jurista y politólogo francés Maurice Duverger ha sido quien ha señalado las diferencias entre los «partidos de notables» y los «partidos de masas» (resumidas en el siguiente cuadro):
| Estado Liberal (sufragio censitario)                                                                     | Estado democrático (sufragio universal)                                                                             |
| No priorizan el reclutamiento de militancia.                                                             | Potencian al máximo el reclutamiento de nuevos miembros.                                                            |
| Se componen exclusivamente de personas con prestigio, recursos económicos o influencia (los «notables»). | Abierto a la participación de todo tipo de personas, independientemente de su grado de formación.                   |
| Se estructuran en torno al grupo parlamentario.                                                          | Se estructuran en torno al propio partido.                                                                          |
| Carecen de órganos de dirección centralizada.                                                            | Disponen de un fuerte aparato jerarquizado y centralizado, con miembros con dedicación exclusiva a la organización. |
| Los miembros no están sometidos a una rígida disciplina.                                                 | Sus miembros se someten a la disciplina acordada por todos.                                                         |
| No se adscriben a una corriente ideológica de un modo explícito.                                         | Están muy marcados ideológicamente.                                                                                 |
| No celebran congresos por lo que carecen de un programa político explícito.                              | Celebran congresos en los que se acuerdan el programa político y la estrategia a seguir para conseguirlo.           |
| Entre elección y elección prácticamente no existen.                                                      | Actividad constante que no se limita a las elecciones.                                                              |
| Cada notable se procura los medios de financiación en su propio distrito.                                | Se financian con las cuotas de los afiliados.                                                                       |

Cuando se introdujo el sufragio universal e irrumpieron los partidos de masas en el sistema político, los partidos de notables tuvieron que cambiar su estructura para dar cabida en su seno a los nuevos sectores sociales que ahora tenían derecho al voto, aunque la influencia de los dirigentes (los «notables») se mantuvo en gran medida.